# 구시카와촌 (오키나와현)
구시카와촌(具志川村)은 오키나와현 구메섬에 있던 촌으로, 구메섬의 서쪽 절반과 이오토리섬으로 이루어져 있다.
류큐 왕국 시대인 17세기부터 오랜 세월 동안 서쪽 절반은 구시카와, 동쪽 절반은 나카리 마을로 나뉘어져 있었고, 복귀 후 이웃 마을인 나카리 마을과의 합병 논의가 있었으나, 합병 후의 신청사 위치를 둘러싸고 한동안 좌절되었다. 그리고 1990년대에 들어서면서 다시 양 정의 합병이 재부상하여 마침내 2002년 4월 1일에 나카자토촌과 합병해 구메지마정이 탄생했다. 구시가와마키리로부터 300년 이상, 1908년 촌제 시행 이후 94년 동안 이어져 온 구시카와촌가 소멸했다.

## 지리
- 오키나와섬에서 서쪽으로 약 100km 떨어진 구메지마섬의 서쪽 절반에 위치한다.
- 오키나와현 최북단 황토섬도 이 마을에 속해 있었는데, 1904년 주민이 이주한 것을 마지막으로 무인도가 되었다. 도리시마라는 취락은 당시 이주한 주민들이 만든 취락이다.

## 교통

### 도로
- 오키나와현도 제89호선
- 오키나와현도 제175호선
- 오키나와현도 제242호선
- 오키나와현도 제245호선